# Habemus Papam

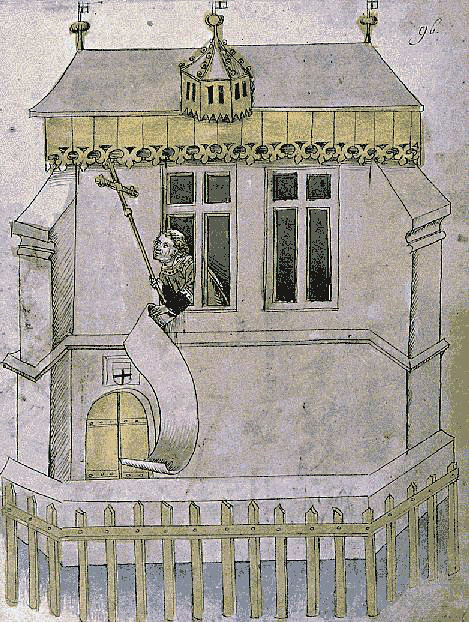
Habemus Papam utropas vid Konciliet i Konstanz 1417 då Martin V valdes till ny påve.

Habemus Papam (latin för "vi har en påve") är en fras som uttalas vid den offentliga förklaringen att en ny påve utsetts av en konklav. Beskedet om att en ny påve valts annonseras genom att vit rök stiger från en skorsten i Sixtinska kapellet. 
Frasen uttalas av kardinalprotodiakonen, en äldre kardinaldiakon, och lyder:  
Annuntio vobis gaudium magnum:
Habemus Papam!,
Eminentissimum ac reverendissimum Dominum,
Dominum [förnamn] Sanctæ Romanæ Ecclesiæ Cardinalem [efternamn],
Qui sibi nomen imposuit [påvenamn].
På svenska betyder orden:
Jag förkunnar er en stor glädje:
Vi har en påve!
Den ansedde och högvördige
Herr [förnamn], kardinal av den heliga romerska kyrkan [efternamn],
som tagit sig namnet [påvenamn]

### Översättning
Den här artikeln är helt eller delvis baserad på material från en annan språkversion av Wikipedia.

### Webbkällor
- ”L'Annuncio dell'elezione del Papa 13.03.2013”. Sala Stampa della Santa Sede. Santa Sede. https://press.vatican.va/content/salastampa/it/bollettino/pubblico/2013/03/13/0147/00367.html. Läst 22 maj 2020.